# Михайло Коган
Михайло "Міша" Коган (1 січня 1920, Одеса — 5 лютого 1984, Лос-Анджелес) — український єврейський бізнесмен, який заснував японську компанію відеоігор Taito. 

## Раннє життя
Народився в Одесі. Щоб уникнути наслідків російської революції 1917 року його сім'я переїхала до Харбіну (Маньчжурія), де він пізніше познайомився з полковником Норіхіро Ясуе, членом розвідувальних служб японської армії та одним із архітекторів Плану Фугу,  плану розселення європейських єврейських біженців в Маньчжурії. Він переїхав до Токіо в 1939 році, де провів більшу частину війни, навчаючись у школі економіки Васеди. Він переїхав до Тяньцзіня в 1944 році, перш ніж повернутися в Японію в 1950 році, оселившись в Сетагаї, Токіо.

## Кар'єра
Коган створив торгову компанію Taito в 1953 році, і вона, зрештою, стала корпорацією Taito. Компанія розпочала імпорт та розповсюдження торгових автоматів, а потім ігрових автоматів, перш ніж розвинутися для виготовлення власних. 
Він помер під час відрядження в Лос-Анджелес в 1984 році. 
Його син Абба живе в Монако. Його дочка Ріта жила в Південній Каліфорнії і була одружена з Річардом Едлундом, засновником кіностудії «Босс» та керівником візуальних ефектів, що отримав нагороду в Академії. Станом на 2005 рік вона все ще зберігала 8,50% акцій Тайто.